# 72er-Regel

Exakte Verdopplungszeiten einer Kapitalanlage (gestrichelte Linien) und Näherungen mit der 72er-Regel (kurze Striche mit Zahlen) für verschiedene Zinssätze

Die 72er-Regel ist eine Faustformel aus der Zinsrechnung. Die Regel gibt näherungsweise die Zeit an, in der sich ein zu Zinseszinsen angelegtes Kapital verdoppelt (Verdopplungszeit). Dazu teilt man 72 durch den Zinsfuß, zu dem das Kapital angelegt wird, daher der Name der Regel.
Die 72er-Regel kann nicht nur auf die Zinsrechnung, sondern auf jede Art exponentiellen Wachstums angewendet werden. Varianten der 72er-Regel sind die 70er-Regel und die 69er-Regel.

## Formel
Für die Zeit {\displaystyle t} (in Jahren), in der sich ein zum (jährlichen) Zinssatz {\displaystyle p\,\%} (bzw. zum Zinsfuß {\displaystyle p}) angelegtes Kapital verdoppelt, gilt nach der 72er-Regel die Näherung
{\displaystyle t\approx {\frac {72}{p}}}.
Man kann denselben Zusammenhang nutzen, um den Zinsfuß {\displaystyle p} abzuschätzen, bei dem sich ein Kapital in vorgegebener Zeit {\displaystyle t} verdoppelt:
{\displaystyle p\approx {\frac {72}{t}}}.

### Beispiel
Ein Kapital, das zu 8 % pro Jahr angelegt ist, verdoppelt sich gemäß der 72er-Regel etwa alle
{\displaystyle t\approx {\frac {72}{8}}~{\text{Jahre}}=9~{\text{Jahre}}}.
Ein Kapital verdoppelt sich in einem Zeitraum von {\displaystyle t=12} Jahren bei einem Zinsfuß von etwa
{\displaystyle p\approx {\frac {72~{\text{Jahre}}}{12~{\text{Jahre}}}}=6}.

### Herleitung
Nach der Zinseszinsformel gilt für das Endkapital {\displaystyle K_{t}} einer festverzinslichen Anlage mit Anfangskapital {\displaystyle K_{0}} bei einem Zinssatz von {\displaystyle i} nach einer Laufzeit von {\displaystyle t} Jahren bei jährlicher Verzinsung
{\displaystyle K_{t}=K_{0}\left(1+{\frac {p}{100}}\right)^{t}}.
Setzt man nun {\displaystyle K_{t}=2K_{0}}, wendet den Logarithmus auf beiden Seiten der Gleichung an und löst nach {\displaystyle t} auf, ergibt sich die Anzahl der Jahre bis zur Verdopplung als
{\displaystyle t={\frac {\ln(2)}{\ln \left(1+{\frac {p}{100}}\right)}}}.
Für kleine {\displaystyle x>0} gilt in guter Näherung {\displaystyle \ln(1+x)\approx x} (siehe Taylor-Reihe). Damit und mit {\displaystyle \ln(2)=0{,}6931\ldots }  erhält man die Näherungsformel
{\displaystyle t\approx {\frac {0{,}6931\ldots }{\frac {p}{100}}}={\frac {69{,}31\ldots }{p}}}.
Nähert man schließlich noch {\displaystyle \ln(2)=0{,}6931\ldots }  durch {\displaystyle 0{,}72}, so erhält man die 72er-Regel.
Die Näherung durch {\displaystyle 0{,}72} hat sich in der Praxis bewährt, unter anderem weil die Zahl {\displaystyle 72} viele kleine Teiler aufweist {\displaystyle (72=2^{3}\cdot 3^{2})}.

## Varianten
Nähert man hingegen {\displaystyle \ln(2)} durch {\displaystyle 0{,}69} oder {\displaystyle 0{,}70}, so erhält man die Näherungsformeln
{\displaystyle t\approx {\frac {69}{p}}\quad {\text{bzw.}}\quad t\approx {\frac {70}{p}}},
die in der Literatur 69er-Regel bzw. 70er-Regel genannt werden. Für die 69er-Regel findet sich in der Literatur auch eine Modifikation der Form
{\displaystyle t\approx {\frac {69}{p}}+0{,}35},
die durch numerische Approximation gefunden wurde. Die Logarithmusfunktion kann damit im Bereich {\displaystyle 0<p<35} mit maximal 0,5-prozentiger Abweichung genähert werden. Wird 0,32 als Wert des Absolutglieds verwendet, betragen die Abweichungen im Bereich {\displaystyle 0<p<100} maximal ein Prozent gegenüber den exakten Verdopplungszeiten.
Für die Herleitung mittels Reihenentwicklung wird die Laurent-Reihe der Funktion {\displaystyle t(p)=\ln(2)/\ln(1+p/100)} benötigt, speziell die ersten beiden Terme der Reihe an der Entwicklungsstelle {\displaystyle p=0}.
Es ergibt sich:
{\displaystyle t(p)\approx {\frac {100\cdot \ln(2)}{p}}+{\frac {\ln(2)}{2}}}  mit Zahlenwerten
{\displaystyle t(p)\approx {\frac {69{,}3147}{p}}+0{,}346574}  bzw. gerundet
{\displaystyle t(p)\approx {\frac {69}{p}}+0{,}35}.

## Genauigkeit
Die folgende Tabelle vergleicht die Abschätzungen gemäß der 72er-, der 70er-, der 69er-Regel und weiteren oben aufgeführten Näherungen mit den tatsächlichen Werten für typische Zinssätze. Eine grafische Darstellung der relativen Genauigkeiten zeigt das Diagramm am rechten Rand.
| Zinssatz {\displaystyle i} | Verdopplungs- zeit {\displaystyle t} | 72er-Regel | 70er-Regel | 69er-Regel | Näherung 69/p + 0,35 | Näherung 69/p + 0,32 |
| -------------------------- | ------------------------------------ | ---------- | ---------- | ---------- | -------------------- | -------------------- |
| 0,25 %                     | 277,605                              | 288,000    | 280,000    | 276,000    | 276,350              | 276,320              |
| 0,5 %                      | 138,976                              | 144,000    | 140,000    | 138,000    | 138,350              | 138,320              |
| 1 %                        | 69,661                               | 72,000     | 70,000     | 69,000     | 69,350               | 69,320               |
| 2 %                        | 35,003                               | 36,000     | 35,000     | 34,500     | 34,850               | 34,820               |
| 3 %                        | 23,450                               | 24,000     | 23,333     | 23,000     | 23,350               | 23,320               |
| 4 %                        | 17,673                               | 18,000     | 17,500     | 17,250     | 17,600               | 17,570               |
| 5 %                        | 14,207                               | 14,400     | 14,000     | 13,800     | 14,150               | 14,120               |
| 6 %                        | 11,896                               | 12,000     | 11,667     | 11,500     | 11,850               | 11,820               |
| 7 %                        | 10,245                               | 10,286     | 10,000     | 9,857      | 10,207               | 10,177               |
| 8 %                        | 9,006                                | 9,000      | 8,750      | 8,625      | 8,975                | 8,945                |
| 9 %                        | 8,043                                | 8,000      | 7,778      | 7,667      | 8,017                | 7,987                |
| 10 %                       | 7,273                                | 7,200      | 7,000      | 6,900      | 7,250                | 7,220                |
| 11 %                       | 6,642                                | 6,545      | 6,364      | 6,273      | 6,623                | 6,593                |
| 12 %                       | 6,116                                | 6,000      | 5,833      | 5,750      | 6,100                | 6,070                |
| 15 %                       | 4,959                                | 4,800      | 4,667      | 4,600      | 4,950                | 4,920                |
| 18 %                       | 4,188                                | 4,000      | 3,889      | 3,833      | 4,183                | 4,153                |
| 20 %                       | 3,802                                | 3,600      | 3,500      | 3,450      | 3,800                | 3,770                |
| 25 %                       | 3,106                                | 2,880      | 2,800      | 2,760      | 3,110                | 3,080                |
| 30 %                       | 2,642                                | 2,400      | 2,333      | 2,300      | 2,650                | 2,620                |
| 40 %                       | 2,060                                | 1,800      | 1,750      | 1,725      | 2,075                | 2,045                |
| 50 %                       | 1,710                                | 1,440      | 1,400      | 1,380      | 1,730                | 1,700                |

## Geschichte
Eine frühe Erwähnung der 72er-Regel findet sich in Luca Paciolis Summa de arithmetica (Venedig 1494, S. 181). Darin stellt er die Regel im Rahmen einer Diskussion über die Schätzung der Verdopplungszeit einer Investition vor, leitet sie aber nicht her und erklärt sie auch nicht. Dies legt die Vermutung nahe, dass die Regel schon vor Pacioli bekannt war.